# Рудник Джанет-Іві
Рудник Джанет-Іві – гірничодобувний майданчик на заході Австралії.
Перше золото з родовища Джанет-Іві вилучили ще наприкінці 1890-х років, втім, мова йшла про дуже незначні обсяги – 388 тонн руди та 7 кілограмів золота.
В 2000-х роках повномасштабну розробку організувала компанія Norton Gold Fields, головним (а з 2015-го – єдиним) акціонером якої є китайська Zijin Mining Group Company Limited. Роботи стартували в липні 2009-го, при цьому до квітня 2012-го вдалось вилучити 2 тонни золота.
Станом на кінець 2014-го залишкові запаси Джанет-Іві оцінювали у 2,4 млн тонн руди та 2,7 тонни золота (крім того, ресурси категорії показані оцінювались у 8,4 млн тонн руди та понад 7 тонн золота).
Видобуток на Джанет-Іві відновлювали в серпні 2015-го – березні 2016-го. В квітні 2017-го стартував черговий етап робіт, під час якого до середини 2018-го вилучили 1,3 млн тонн руди.
Роботи на Джанет-Іві ведуться відкритим способом з відправкою руди на переробку на фабрику з вилучення золота Паддінгтон, що стала центральною для групи копалень (окрім Джанет-Іві також включала рудники Навахо-Чіф, Гомстед-Туарт, Ентерпрайз, Голден-Сітіс, Валдон).